# Томас, Исайя
Исайя Томас (англ. Isaiah Thomas; 1749—1831) — один из первых американских печатников, издателей газет и писателей; был основателем Американского антикварного общества.

## Биография
Родился 19 января 1749 года в Бостоне.
В июле 1756 года поступил в ученики к Захарии Фаулу, бостонскому печатнику. Затем Томас самостоятельно также работал печатником в Галифаксе и Портсмуте (штат Нью-Гэмпшир) и Чарльстоне (штат Южная Каролина), после чего в 1770 году заключил партнерство с Фаулом. Это партнерство было создано для выпуска газеты Massachusetts Spy и продлилось три месяца, после чего Исайя Томас продолжил публикацию газеты самостоятельно. В качестве девиза газеты он выбрал фразу: «Open to all parties, but influenced by none». Первоначально его газета выходила три раза в неделю, а с 1771 года стала еженедельником. В 1774 году в Бостоне Томас издавал Royal American Magazine, содержащий много гравюр Пола Ревира.
16 апреля 1775 года (за три дня до сражения при Конкорде, в которой он принимал участие) Томас вывез своё оборудование из Бостона и установил его в Вустере. Остальное его имущество было уничтожено. В Вустере он издавал газету Spy и продавал книги, построил бумажную фабрику и переплетную мастерскую. Поддерживал Джорджа Вашингтона и Партию федералистов. 26 мая 1779 года он женился на Мэри Фаул, и примерно в 1802 году передал бизнес в Вустере своему сыну — Исайе Томасe-младшему (1773—1819), включая контроль над газетой Spy.
Вместе с сыном до 1819 года издавал альманах New England Almanac. Занимался в Уолполе, штат Нью-Гэмпшир, книгоизданием и печатал Farmer’s Museum. В 1788 году открыл книжный магазин в Бостоне, а также открыл филиалы своего издательского бизнеса в нескольких частях Соединенных Штатов. С 1789 по 1796 год издавал ежемесячный журнал Massachusetts Magazine. В Вустере он напечатал в 1791 году Библию, а также псалмы и гимны Исаака Уоттса, издавал школьные учебники, которые использовались в США на тот момент. Его целью на протяжении всей жизни было написать обширную книгу по истории издательского дела. Он начал работу, которая стала в 1808 году History of Printing in America.
В ноябре 1812 года Исайя Томас основал Американское общество антикваров, в настоящее время известное как Американское антикварное общество. Одной из причин создания такого общества было желание позаботиться об обширной личной библиотеке, которую он накопил. На первом собрании общества Томас был избран его президентом и занимал эту должность до самой смерти. Помимо почти 8000 томов из своей коллекции, он передал в библиотеку общества брошюры и одну из самых ценных подшивок газет в стране. Также подарил землю и помещение с ассигнованиями в размере 24 000 долларов на их содержание. В 1816 году Исайя Томас был избран членом Американского философского общества в Филадельфии.
Умер 4 апреля 1831 года в Вустере и был похоронен на городском кладбище Worcester Rural Cemetery.
Свои личные документы он завещал Американскому антикварному обществу. В 1943 году издательство Publishers Weekly учредило Премию Кэри-Томаса в издательском деле, назвав её в честь Мэтью Кэри и Исайи Томаса.